# سکرد هارت (اکلاهما)
سکرد هارت (به انگلیسی: Sacred Heart) یک منطقهٔ مسکونی در ایالات متحده آمریکا است که در شهرستان پوتاواتامی، اکلاهما واقع شده‌است.